# Erwin Lemmens
Erwin Lemmens (Berchem, Amberes 12 de mayo de 1976) es un portero belga que ha jugado en varios equipos de toda Europa. Ha sido internacional en dos ocasiones con la selección de Bélgica en 2004.

## Trayectoria
Lemmens comenzó su carrera en el KSK Beveren en 1995, y jugó regularmente hasta que en 1999 firmó por el club español del Real Racing Club de Santander. Después de disputar cuatro temporadas y 82 partidos de liga firmó un nuevo contrato con el RCD Espanyol. Con la llegada de Carlos Kameni al equipo de Barcelona, Lemmens firmó por el Olympiacos CFP en el verano de 2005 pero no jugó apenas durante las dos temporadas que estuvo en el equipo griego. 
El 31 de enero de 2007, Lemmens dejó el Olympiacos y se unió al RKC Waalwijk neerlandés. El 10 de febrero de 2007 jugó su primer partido con el Waalwijk ante el Heracles Almelo en el que jugó 11 partidos antes de fichar por el FC Verbroedering Dender EH para la temporada 2007/08. En el Dender disputó la titularidad con el anterior portero del R.S.C. Anderlecht, Jan Van Steenberghe, pero una lesión truncó su temporada.

## referencias
1. ↑  Erwin Lemmens en Transfermarkt.

- Datos: Q1363217